# Георги Мадолев
Георги Йосифов Мадолев с псевдоним Стефан е деец на Българската комунистическа партия, участник в комунистическото съпротивително движение по време на Втората световна война.

## Биография
Георги Мадолев е роден на 13 март 1916 година в Белица. В 1934 година влиза в БКП. През 1937 година става член на Околийския комитет на партията.
Участва в комунистическото съпротивително движение по време на Втората световна война. През юли 1942 година влиза в Белишката чета „Яким Цоков“, а през 1943 година става политически комисар на Партизански отряд „Никола Парапунов“. Брат му, Никола Йосифов Мадолев (1918 - 1944), също е партизанин, загива в битка на 15 май 1944 година. Известно време е редактор на партизанския вестник „Работническо знаме“.
След Деветосептемврийския преврат Мадолев следва политиката на БРП (к) по въпросите за културната автономия на Пиринска Македония в периода 1944-1948 година. В 1946 година пише брошурата „Към решение на Македонския въпрос“.

Според Стоян Германов като председател на Областния комитет на Отечествения фронт
| „ | Мадолев е един от най-решителните проводници на македонистката политика за ограмотяване и налагане на новопоявилия се „македонски език“. Често пъти той казвал „който не желае да учи македонски език, ей му я България“. | “ |

През 1945 година Мадолев става първият главен редактор на вестник „Пиринско дело“. От 1945 до 1946 е завеждащ отдел в областния комитет на БКП. Между 1946 и 1948 е председател на Областния комитет на ОФ за Благоевград. Югославските македонисти разчитат на антибългарския македонизъм, който те съзират сред отделни амбициозни партийни функционери в областта. Така, на Мадолев се внушава, че той може да бъде първият министър в югославското правителство. След разрива между Тито и Сталин през юли 1948 година е отстранен от всичките си постове. От 1948 до 1950 е председател на Околийския народен съвет в Разлог. По време на вътрешно-партийните репресии през 1949 г. е като един от главните свидетели в скалъпения съдебен процес срещу Трайчо Костов . От 1953 до 1957 година работи в Софийския градски народен съвет, а между 1957 и 1963 е в Националния съвет на Отечествения фронт. От 1963 до 1968 е секретар на Върховния читалищен съюз. В периода 1968-1971 е председател на Републиканския съвет за лекционна пропаганда, а после до 1976 негов подпредседател. Автор на мемоарна книга озаглавена „Парапуновци“.